# Tomaszów (powiat opoczyński)
Tomaszów – wieś w Polsce położona w województwie łódzkim, w powiecie opoczyńskim, w gminie Żarnów.
Wieś wchodzi w skład sołectwa Marcinków.
W latach 1975–1998 miejscowość położona była w województwie piotrkowskim.
Wierni Kościoła rzymskokatolickiego należą do parafii Miłosierdzia Bożego w Chełstach.